# Phyllodonta angulosa
Phyllodonta angulosa är en fjärilsart som beskrevs av Stoll 1781. Phyllodonta angulosa ingår i släktet Phyllodonta och familjen mätare. Inga underarter finns listade i Catalogue of Life.

## Bildgalleri

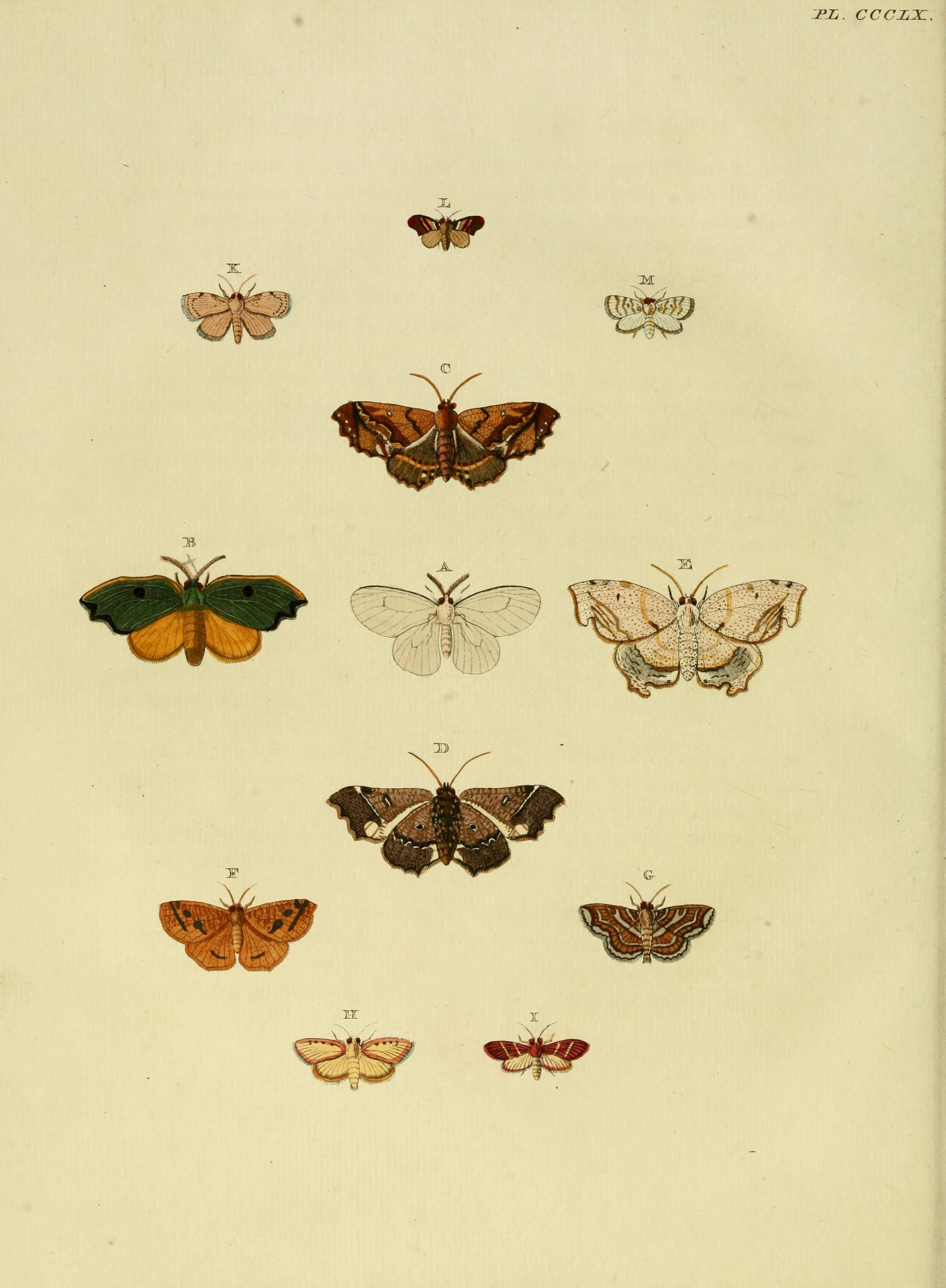